# Джанни Скикки деи Кавальканти

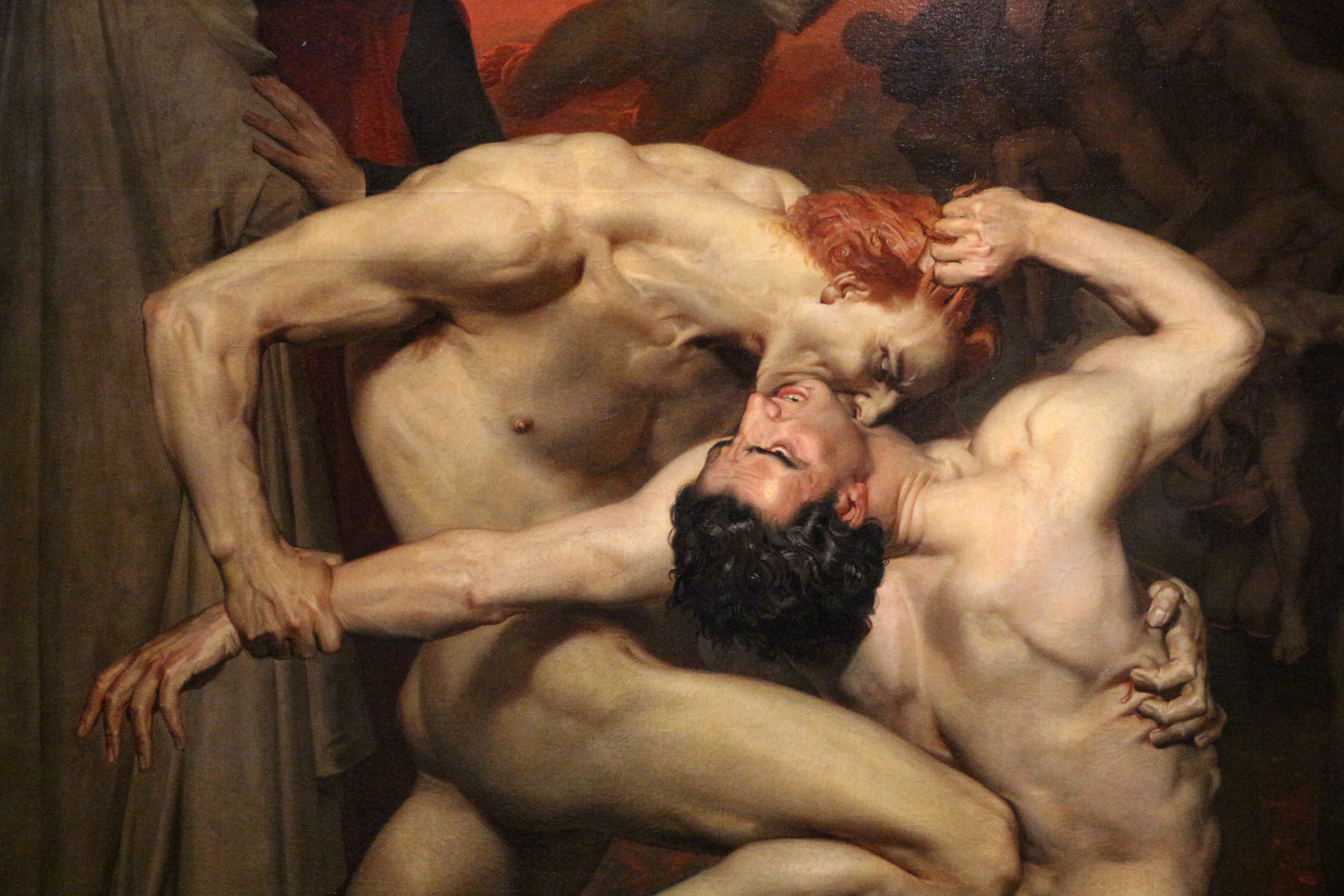
Вильям Бугро. Фрагмент картины «Данте и Вергилий в аду». 1850, Музей Орсе. Джанни Скикки кусает за шею алхимика Капоккио

Джанни Скикки деи Кавальканти (итал. Gianni Schicchi de' Cavalcanti; ? — ок. 1280 года) — флорентийский горожанин XIII века из рода Кавальканти. Известен как персонаж «Божественной комедии» итальянского поэта Данте Алигьери, где несёт наказание в восьмом круге Ада за то, что выдал себя за умершего богача и сфальсифицировал в корыстных целях завещание от его имени. К этому сюжету обращались французский художник-академист Вильям Бугро в картине «Данте и Вергилий в аду» (1850) и итальянский композитор Джакомо Пуччини в комической опере «Джанни Скикки» (1918), являющейся заключительной и самой популярной частью его «Триптиха».

## История
В восьмом круге Ада «Божественной комедии» Данте (песни XVIII—XXX), в десятом рве, где пребывают души «подделывателей личности» (falsatori di persone), поэт в сопровождении Вергилия наблюдает озверевшего Джанни Скикки, вонзившего зубы в шею казнённого в 1293 году еретика и алхимика Капоккио. Грех Скикки заключается в том, что он выдал себя за умершего богача Буозо Донато, чтобы от его имени составить завещание с выгодой для себя. Про этот эпизод идёт речь в песне XXX, стихи 22—45 Ада, в которых Данте сопоставляет судьбу Скикки и мифологической Мирры, дочери царя Кипра Кинира, обманом вступившей с отцом в кровосмесительную связь. Вергилий рассказывает, что она и Скикки («две бледных голых тени») за свои грехи яростно, в неистовстве набрасываются на других обитателей Ада, кусая тех, кто им попадётся на пути:
Он молвил: «Это Мирры безрассудной 

Старинный дух, той, что плотских утех 

С родным отцом искала в страсти блудной, 

Она такой же с ним свершила грех, 

Себя подделав и обману рада, 

Как тот, кто там бежит, терзая всех, 

Который, пожелав хозяйку стада, 

Подделал старого Буозо, лёг 

И завещанье совершил, как надо».
Считается, что «оборотень», как его характеризуют в литературе, представлен в поэме Данте и имеет исторический прототип — Джанни Скикки деи Кавальканти, который происходил из влиятельной флорентийской семьи Кавальканти. Её представители в борьбе между сторонниками Папы Римского (гвельфами) и императора (гибеллинами), поддерживали понтифика. Предполагается, что Скикки жил в XIII веке и умер около 1280 года. Пьетро Алигьери (сын Данте) в своём комментарии «Pietro Alighieri super Dantis ipsius genitoris Comoediam Commentarium» (1340) приводит сведения, согласно которым Скикки был флорентийским горожанином, получившим известность за свою изворотливость, хитрость и умение искусно выдавать себя за других людей. Его друг Симоне Донати убил богатого дядю Буозо Донати, поскольку тот обделил его в завещании, и уговорил Скикки сфальсифицировать последнюю волю родственника. Для осуществления преступного плана труп умершего был спрятан, а в его кровать лёг Скикки. После этого в дом были приглашены нотариус и свидетели для составления нового завещания. Они были обмануты флорентийцем, выдавшим себя за покойного богача — таким образом было составлено и удостоверено новое завещание. Согласно ему Симоне наследовал имущество дяди, а Скикки досталась «хозяйка стада», «вожачка стада». Относительно того, что понимать под этим вознаграждением, в литературе ведутся дискуссии. Так, высказывались версии, что это породистая кобылица, лошиха или мулица.
Некоторые исследователи полагают, что эпизод с фальсификацией Скикки завещания мог действительно иметь место. Кроме того, высказывалось предположение, что помещение грешника в Ад было вызвано автобиографическими мотивами самого Данте, так как его жена Джемма из рода Донати якобы тоже пострадала от подделки завещания Буозо. В этой истории также усматривают литературные традиции в духе итальянских новелл XIII—XIV веков. По мнению некоторых исследователей этот сюжет восходит к истории связанной с оглашением завещания римского императора Траяна (98—117), преемником которого стал его двоюродный племянник Адриан. В августе 117 года в Киликии на пути в Рим тяжело болевший Траян вынужден был остановиться в городе Селинунт. За ним ухаживала жена, Помпея Плотина, одна из сторонниц Адриана, который был одним из очевидных кандидатов в преемники Траяна, однако не был им формально усыновлён. Умирающий Траян усыновил Адриана, но поскольку документ был подписан Плотиной, предполагают, что Траян к этому моменту был уже мёртв, а последнюю волю императора огласило подставное лицо.

## В культуре

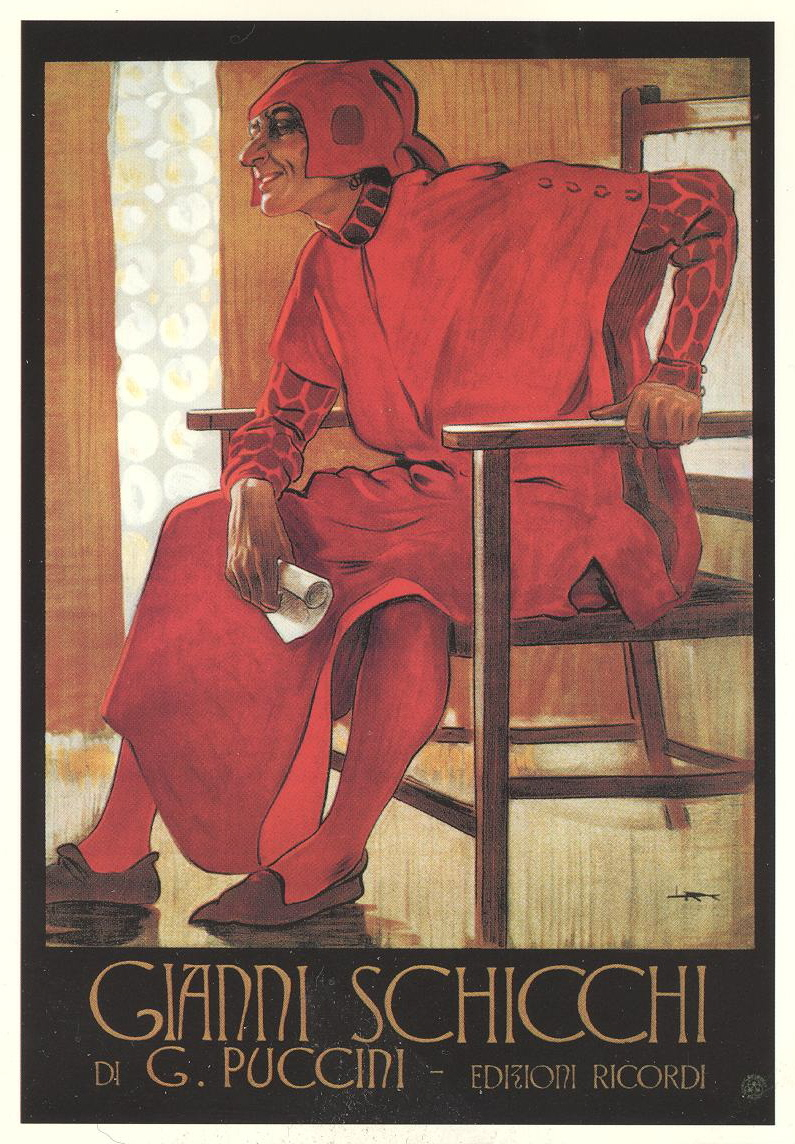
Рекламный плакат оперы Пуччини «Джанни Скикки», Милан 1918—1919

В 1850 году к этому сюжету обратился французский художник Вильям Бугро. На основе стихов Данте и комментариев к ним появилась его картина «Данте и Вергилий в аду» (Dante et Virgille en Enfer). В том же году она была выставлена на Парижском Салоне, где встретила противоречивые отклики критики. В настоящее время картина находится в музее Орсе в Париже. Её фрагмент использовался в оформлении обложки альбома Ad Majorem Sathanas Gloriam норвежской блэк-метал группы Gorgoroth, вышедшего в 2006 году.
На основе этого сюжета Джакомо Пуччини по либретто Джаваккино Форцано создал одноактную оперу «Джанни Скикки», являющуюся последней частью «Триптиха» и одной из двух (наряду с «Ласточкой») комических опер композитора (хотя часто называется единственной комической работой Пуччини). Пуччини настолько увлёк сюжет, что он хотел отложить работу над второй частью триптиха — оперой «Сестра Анджелика». По этому поводу он писал Форцано, либреттисту обоих сочинений: «Хватит траура // Плаща, // Надоели плач // И крики. // Лучше я сейчас // Займусь // Джанни Скикки, // Прошу, не сердись, // Поскорей улыбнись!». История, представленная в опере, отличается от канонического текста, она насыщена комическими деталями и характеристиками. Действие происходит в 1299 году во Флоренции, где умирает богач Буозо Донати, оставивший своё состояние монастырю. Расстроенные родственники не афишируют смерть и призывают им помочь Джанни Скикки — пожилого мошенника и проходимца. У него есть дочь Лауретта, влюблённая в Ринуччо, племянника умершего. Плут прячет тело, гримируется и голосом Буозо зовёт нотариуса и свидетелей, чтобы огласить последнюю волю. Неожиданно для всех — и прежде всего родственников богача — «умерший» передаёт своё имущество любимому другу Джанни Скикки. Законные наследники вынуждены молчать, чтобы не предать огласки их роль в обмане. Разбогатевший мошенник даёт дочери богатое приданое и она, наконец, может выйти замуж любимого — Ринуччо. Музыковеды считают, что слова Скикки в финале оперы отсылают к версии о том, что Данте поместил мошенника в Ад в связи с тем, что тот нанёс материальный ущерб в том числе и его жене: «Скажите, синьоры, можно ли было найти лучшее применение денежкам Буозо? За эту проделку меня отправили в ад… Ну что ж! Но если вы, с разрешения великого отца Данте, хоть немножко развлеклись сегодня вечером, то сделайте мне… маленькое снисхождение!»